# Mettray (revue)
 (mai 2022).
Si vous disposez d'ouvrages ou d'articles de référence ou si vous connaissez des sites web de qualité traitant du thème abordé ici, merci de compléter l'article en donnant les références utiles à sa vérifiabilité et en les liant à la section « Notes et références ».
Pour les articles homonymes, voir Mettray.
Mettray est une revue française fondée à Marseille en 2001 par Didier Morin. Elle paraît chaque année au début septembre.

## Description
Elle est constituée de deux séries, dont la deuxième est en cours. Mettray n’est pas une revue qui traite de l’actualité, mais où tout est conçu à partir du présent. Elle est en noir et blanc et sans couverture rigide. Son format est 21 × 28 cm.
Sauf à de rares exceptions la revue laisse peu de place à la critique et au commentaire d’œuvres.

## Numéros de la revue

### Première série (2001-2006)
Didier Morin y présente les deux géographies qu’il est en train de parcourir, celle de Jean Genet et celle d’Yves Klein. A son invitation des écrivains, photographes, cinéastes, artistes, philosophes y présentent également leurs recherches en cours.
Auteurs
- No 1, automne 2001 : Didier Morin, Agnès Clerc, Mathieu Chauvin, Jean-Pierre Bertrand, Onuma Nemon.
- No 2, printemps 2002 : Leila Shahid, Elias Sanbar, Marie Redonnet, Kadhim Jihad, Juan Goytisolo, Antoine Bourseiller, Mohamed Berrada, Anis Balafrèj.
- No 3, automne 2002 : E. M. Cioran, Vivien Isnard, Yves Klein, Didier Morin, Roman Opalka, Nadia Porcar.
- No 4, printemps 2003 : Kostas Axelos, Bernard Lamarche-Vadel, Michel Malette, Didier Morin, Emmanuel Hermange, Anton Perich, Jean-François Simonnet.
- No 5, automne 2003 : Laurence Bungelmi, Coccinelle, Jean Genet, Laurent Mauvignier, Didier Morin.
- No 6, printemps 2004 : Maurice Blaussyld, Mohamed Choukri, Freddy Loix - Sven Smeets, John McCumber, Didier Morin, Bernard Plossu.
- No 7, automne 2004 : Jean Genet, Yves Klein, Didier Morin, Onuma Nemon, Bernard Plossu.
- No 8, printemps 2005 : Kostas Axelos, Thierry Kuntzel, Didier Morin, Pierre Naubert, Pier Paolo Pasolini, Ezra Pound.
- No 9, automne 2005 : Diego Castro, Robert Fleck, Philippe Grandrieux, Emmanuel Holterbach, Éliane Radigue, Didier Morin.
- No 10, printemps 2006 : Kostas Axelos, Raymond Bellour, Agnès Clerc, Emmanuel Holterbach, Didier Morin, Michèle Tolochard.

### Deuxième série (2009- toujours en cours)
Chaque numéro est composé par Didier Morin qui établit rigoureusement un rapport entre des textes, des photographies, des archives inédites, des entretiens.
Auteurs
- No 1, hiver 2009 : Jean-Pierre Bertrand, Philippe Grandrieux, Didier Morin, Onuma Nemon.
- No 2, décembre 2009 : Dossier « Le voyage mexicain » et « Un autre voyage mexicain » : Bernard Plossu, Didier Morin.
- No 3, septembre 2010 : Kostas Axelos, Christine Baudillon, Jean-Pierre Bertrand, Yves Klein, Ghérasim Luca, Didier Morin, Étienne O'Leary, Bernard Plossu.
- No 4, octobre 2011 : Kostas Axelos, Antoine Bourseiller, John Cohen, Jean Genet, Donia Lakhdar, Didier Morin, Roman Opalka, Joël Roussiez.
- No 5, octobre 2012 : René de Ceccatty, Patrick de Haas, François Lagarde, Jean-Jacques Lebel, Loïc Malle, Didier Morin, Danielle Noyon, Françoise Nuñez, Bernard Plossu, Charles Ross.
- No 6, septembre 2013 : Dossier « La Maman et la Putain », de Jean Eustache : Luc Béraud, Pierre Cottrell, Marc Dachy, Philippe Garrel, gethan&myles, Philippe Grandrieux, Théo Gremillet, André S. Labarthe, Françoise Lebrun, Marc’O, Didier Morin, Jean-Noël Picq, Jean-Jacques Schuhl, Marguerite Vappereau, Isabelle Weingarten.
- No 7, septembre 2014 : Gérard Arseguel, Agnès Clerc, Stéphane Corréard, Michel Enrici, Bernard Lamarche-Vadel, Didier Morin, Onuma Nemon, Ernest Pignon-Ernest, Mathieu Provansal, Jean-Jaques Schuhl, Philippe Sollers, Isabelle Weingarten.
- No 8, septembre 2015 : Dossier « Dire une photographie » : Jean-Michel Alberola-Henri Huet ; Gérard Arseguel-Photographe inconnu ; Raymond Bellour-Gérard Rondeau ; Alain Bergala-Bernard Plossu ; Christophe Berthoud-François Nuñez ; Jean-Pierre Bertrand-Bernard Hoffman ; Pierre Brochet-Christian Schlatter-Roman Opalka ; Ingrid Caven-Jean Eustache ; René de Ceccatty-Ture Sjölander ; Agnès Clerc-Photographe incertain ; Amélie Derlon Cordina-Josef Koudelka ; Régis Durand-Jürgen Neftzger ; Patrick de Haas-Osman Sagirli ; Michel Enrici-Hans Hartung ; Jacques Henric-Monsieur X ; Frédéric-Yves Jeannet-Philippe Dollo ; André S. Labarthe-Isabelle Weingarten ; Éric Lapierre-François Lagarde ; Jean-Jacques Lebel-Photographe inconnu ; Marie-Magdeleine Lessana-Bert Stern ; Laurent Mauvignier-Bertrand Schefer ; Philippe-Alain Michaud-Dove Allouche ; Catherine Millet-Nickolas Muray ; Gilles Mora-Joseph Marti ; Onuma Nemon-Didier Morin ; Brigitte Ollier-Lewis Baltz ; Dominique Païni-Photographe inconnu ; Michel Poivert-Michèle Sylvander ; Christian Prigent-Denis Roche ; Joël Roussiez-Philippe Ruault ; Jean-Jacques Schuhl-Photographe inconnu ; Philippe Sollers-Willy Ronis ; Antoine Volodine-Rita Retzmayer ; Wim Wenders-Isabelle Weingarten.
- No 9, septembre 2016 : Gérard Arseguel, Ingrid Caven, Agnès Clerc, Edith et Pierre Cottrell, Philippe Grandrieux, Didier Morin, Onuma Nemon ; Dossier « Beat Generation » : William S.Burroughs, Allen Ginsberg, Brion Gysin, Jack Kerouac, Julia Kristeva, Marcelin Pleynet, Bernard Plossu.
- No 10, septembre 2017 : Jean-Michel Albérola, Gérard Arseguel, Jean-Christophe Bailly, Max Blagg, Olivier Brossard, Denis Castellas, René de Ceccatty, Hubert Colas, Patrick Chamoiseau, Agnes Clerc, Edith Cotrell, Cédric Demangeot, Michel Enrici, Machaël Ferrier, Aurélie Gravas, Théo Grémillet, Yannick Haenel, Patrick de Haas, Jacques Henric, Dominiq Jenvrey, Frédérique Loutz, Laurent Mauvignier, Didier Morin, Onuma Nemon, Gaëlle Obiégly, Ron Padgett, Marcelin Pleynet, Bernard Plossu, Joël Roussiez, Jean-Jacques Schuhl, Philippe Sollers, Christian Thorel, Marguerite Vappereau.
- No 11, septembre 2018 : Marcelin Pleynet, Robert Motherwell, René de Ceccatty, Pier Paolo Pasolini, Ernest Pignon Ernest, Alain Bergala, Amélie Derlon Cordina, Christine Baudillon, Thomas Clerc, Daniel Pommereulle, Philippe Grandrieux, Jean-François Magre, Onuma Nemon, Bernard Plossu, Christian Lebrat, Dork Zabunyan, Patrick de Haas.
- No 12, septembre 2019 : Jean-Michel Alberola, Gérard Arseguel, Jean-Pierre Bertrand, Peter Briggs, Christian Boltanski, Thomas Clerc, James Lee Byars, Pascal Claude, Roman Opalka, Marc Couturier, Markus Raetz, Mirtha Dermisache, Fabrice Hyber, Barry Flanagan, Philippe Grandrieux, Théo Grémillet, Patrick de Haas, Alberto Giacometti - Jean Genet, Philippe Lapierre, Olivier Kaeppelin, Jean-Claude Lebensztejn, David Lebreton, Frédérique Loutz - Dominique Païni, Pierre Lucerné, Clara Marciano, Jean-Hubert Martin, Onuma Nemon, Nivollet, Valère Novarina, Gaëlle Obiégly, Jean-Luc Parant - Jean Dubuffet, Pier Paulo Pasolini - René de Ceccatty, Dominique Tourrès Landman - Didier Morin, Jacques Pimpaneau, Pontormo - Savatore Silvano Nigro, Michel Thévoz - Louis Soutter.
- No 13, septembre 2020 : Jean-Yves Lacroix, Bernard Noël, Bernard Plossu, Agnès Clerc, Jean Genet, Elias Sanbar, Alain Bergala, Philippe Grandrieux, Emma Cambier, Stéphanie Serra, Joseph-Marie Lo Duca, Antonin Artaud, Renée Falconetti, René de Ceccatty, Marc Graciano, Constant Candelara, Cécile Bargues, Benjamin Fondane, Olivier Salazar-Ferrer, Stéphane Breton, Eric Rondepierre. Dossier « Pierre Lucerné » : Marie Charoy, Patrick de Haas, Emilia et Gabriele Stocchi, Didier Morin, Christian Prigent, Jean Dubuffet, Onuma Nemon, Valère Novarina, Jean-Luc Parant.
- No 14, septembre 2021 : Aragon, Patrick Autréaux, Joë Bousquet, René de Ceccatty, Louise Chennevière, Thomas Clerc, William Cliff, Coccinelle, Michaël Ferrier, Jean Genet, Paul Armand Gette, Marc Graciano, Donatien Grau, Philippe Grandrieux, Pierre Guyotat, Jacques Henric, Violette Leduc, Saverio Lucariello, Marie Maurel de Maillé, Catherine Millet, Didier Morin, Jean-Luc Moulène, Onuma Nemon, Patrick Neu, Bernard Noël, Ronald Ophuis, Dominique Païni, Walter Pfeiffer, Bernard Plossu, Denis Roche, Martine Roffinella, Éric Rondepierre, Laure Sérullaz, Olivier Steiner, Wolfgang Tillmans, Stéphane Velut.
- N°15, septembre 2022 : Gérard Arseguel, Patrick Autréaux, Florence Basilio, Marie Rivière, Alain Bergala, René de Ceccatty, Marie-Claire Blais, Agnès Clerc, Amélie Derlon Cordina, Marc Graciano, Philippe Grandrieux, Olivier Kaeppelin, Jonathan Littell, Dominique Marchès, Didier Morin, Laurent Mauvignier, Onuma Nemon, Bernard Plossu, Martine Roffinella, Éric Rondepierre, Tiphaine Samoyault, Olivier Steiner, Stéphane Velut, Isabelle Weingarten
- Hors-série « Plossu expérimental ?! », septembre 2022 : Bernard Plossu, texte de Patrick de Haas
- N°16, septembre 2023 : Jean-Michel Alberola, Patrick Autréaux, Cécile Bargues, Alain Bergala, Guillaume Cassegrain, René de Ceccatty, Chantal Crousel, Antoine Dagata, Laurent Evrard, Jean Hubert Gailliot, Tiphaine Garnier, Jean Marie Gleize, Marc Graciano, Fabrice Hyber, Patrick de Haas, Bénédicte Heim, Jacques Henric, Olivier Kaeppelin, Éric Lapierre, Laurent Mauvignier, Catherine Millet, Didier Morin, Jean Narboni, Onuma Nemon, Gaëlle Obiègli, Dominique Païni, Marcelin Pleynet, Bernard Plossu, Christian Prigent, Éric Rondepierre, Joël Roussiez, Bertrand Schefer, Stéphane Velut